# سووخوزنی (آدیغیه)
سووخوزنی (به لاتین: Sovkhozny) یک منطقهٔ مسکونی در روسیه است که در آدیغیه واقع شده‌است.